# Rekreáció
A rekreáció, illetve kikapcsolódás fogalom, melynek jelentéstartalma a köznyelvben dominánsan a szabadidő-eltöltés kultúrája, habár némileg komplexebb, árnyaltabb a szakszerű meghatározása. A rekreáció lélektani és biológiai szempontból megállapított emberi szükségletet elégít ki, valamint a jólét, a jó közérzet és a minőségi élet megteremtését, illetve az önfejlődést szolgálja, miközben a rekreációs tevékenységben részt vevő, a munkában vagy más foglalatosságban kifáradt személy felüdülését, felfrissülését és szórakozását is eredményezi, így legvilágosabban regeneráló hatású tevékeny pihenésnek definiálható. Számottevő formája van, amelyek rendszerint igazodnak az egyén érdeklődéséhez, életmódjához, közösségéhez és értékrendjéhez. Magában foglalja a rekreáció minden olyan társas, játékos, kultúr- és sporttevékenységet, melyet a napi fő elfoglaltság által okozott fáradtság, feszültség feloldása, a testi-lelki-szellemi teljesítőképesség helyreállítása, fokozása érdekében tesz szabad felhasználású ideje alatt az ember. Ennek fényében egyes szakértők szerint összességében megállapítható, hogy a rekreáció célja a „mással való foglalkozás”.

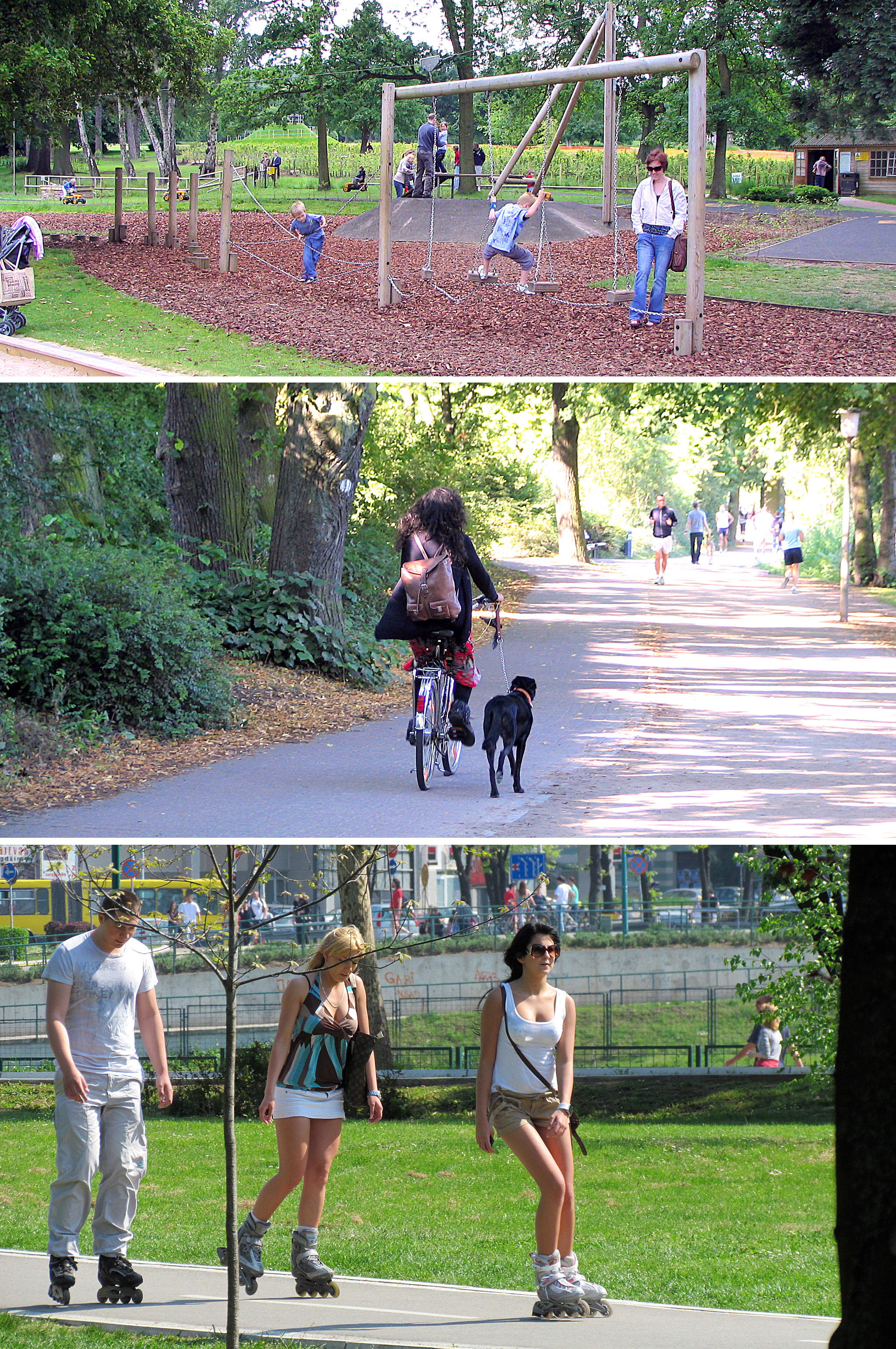
Rekreációs formák

A tevékenység jellegének és eszközének megfelelően szellemi és fizikai (mozgásos) csoportokba sorolják a rekreáció eltérő változatait, ámde számos esetben nem egyértelmű a beosztás az egészség szövevényes értelmezése és az emberi tevékenységek összetettsége miatt.

## Fizikai rekreáció
A fizikai (mozgásos) rekreációhoz a szabadidőben nem kényszerből végzett fizikai, testi tevékenység tartozik. A testmozgás vagy céllul, vagy célmegvalósításhoz szükséges eszközül szolgál. Példái a tánc, a turisztika (vízi-, gyalog-, kerékpártúra), a mozgásos játékok (lábtenisz, asztalitenisz), a rekreációs sportok (görkorcsolyázás, síelés), illetve a fizikai hobbik (vadászat, kertészkedés).    Az összes fizikai mozgásformáról megállapítható, hogy hatással van a szellemi felfrissülésre, az emberi mentális állapot egyensúlyának karbantartására, csakhogy a fizikai tekintet dominál a szellemi rekreáció közé tartozó szabadidő-töltéssekkel ellentétben.

## Szellemi rekreáció
A szellemi rekreáció a kultúra, szórakozás és művelődés formáit használja fel a testi-lelki jólét, a pihenés eszközéül. Ez rendszerint intellektuális, az emberi értelemhez kapcsolódó kikapcsolódást jelenti.

## Pozitív hatásai
A rekreáció üdvözlendő hatásai az ember egészségének megszilárdítása, illetve szükség szerinti megújítása, a harmonikus életvitel kialakítása. A jól megélt hosszú élet, alkotókedv, a pszichomotoros megújulási készség mind lehetséges folyományai a minőségi rekreációnak az egészséges életmód keretében.

## Üdülési turizmus
Az üdülési turizmus az idegenforgalmi és vendéglátó szektorban alkalmazott fogalom, mely azt a jelenséget jelöli, amikor az utazó a kikapcsolódás és élményszerzés céljából indul útnak, azaz a rekreációra való igénye teljesítése érdekében.